# Silvano Vos
Silvano Vos, né le 16 mars 2005 à Amsterdam aux Pays-Bas, est un footballeur néerlandais qui évolue au poste de milieu défensif à l'AC Milan.

## Biographie

### En club
Né à Amsterdam aux Pays-Bas, Silvano Vos commence le football à l'AVV Zeeburgia (en) avant d'être formé par l'Ajax Amsterdam. En mars 2021 il signe son premier contrat professionnel.
Il joue son premier match en professionnel avec le Jong Ajax le 4 février 2022, contre le Jong AZ. Il entre en jeu à la place de Mohamed Daramy et son équipe l'emporte par deux buts à zéro.

### En équipe nationale
Silvano Vos est sélectionné avec l'équipe des Pays-Bas des moins de 17 ans pour participer au championnat d'Europe des moins de 17 ans en 2022. Les Pays-Bas se qualifient pour la finale du tournoi après leur victoire aux tirs au but face à la Serbie en demie le 29 mai. Il est titularisé lors de la finale face à la France le 1er juin 2022 mais son équipe s'incline cette fois par deux buts à un.

## Statistiques
Ce tableau résume les statistiques en carrière de Silvano Vos.

### En club
| Saison                | Club                  | Championnat           | Championnat | Championnat | Coupe(s) nationale(s) | Coupe(s) nationale(s) | Supercoupe | Supercoupe | Compétition(s) continentale(s) | Compétition(s) continentale(s) | Compétition(s) continentale(s) | Total | Total |
| Saison                | Club                  | Division              | M.          | B.          | M.                    | B.                    | M.         | B.         | Comp.                          | M.                             | B.                             | M.    | B.    |
| 2022-2023             | Jong Ajax             | Eerste Divisie        | 5           | 1           | -                     | -                     | -          | -          | -                              | -                              | -                              | 5     | 1     |
| 2022-2023             | Jong Ajax             | Eerste Divisie        | 31          | 4           | -                     | -                     | -          | -          | -                              | -                              | -                              | 31    | 4     |
| 2022-2023             | Jong Ajax             | Eerste Divisie        | 5           | 0           | -                     | -                     | -          | -          | -                              | -                              | -                              | 5     | 0     |
| Sous-total            | Sous-total            | Sous-total            | 41          | 4           | 0                     | 0                     | 0          | 0          | -                              | 0                              | 0                              | 41    | 4     |
| 2022-2023             | Ajax Amsterdam        | Eredivisie            | 2           | 0           | 1                     | 0                     | -          | -          | C1+C3                          | -                              | -                              | 3     | 0     |
| 2023-2024             | Ajax Amsterdam        | Eredivisie            | 6           | 0           | -                     | -                     | -          | -          | C3                             | 3                              | 0                              | 9     | 0     |
| Sous-total            | Sous-total            | Sous-total            | 8           | 0           | 1                     | 0                     | 0          | 0          | -                              | 3                              | 0                              | 12    | 0     |
| Total sur la carrière | Total sur la carrière | Total sur la carrière | 49          | 4           | 1                     | 0                     | 0          | 0          | -                              | 3                              | 0                              | 53    | 4     |

### En sélection
Pays-Bas -17 ans
- Championnat d'Europe -17 ans :
  - Finaliste : 2022.